# Флаг Таймырского района
Флаг Таймы́рского Долга́но-Нене́цкого муниципального района Красноярского края Российской Федерации. Флаг является основным официальным символом муниципального района, знаком статуса органов местного самоуправления.
До 1 января 2007 года, данный флаг был флагом Таймырского (Долгано-Ненецкого) автономного округа — бывшего субъекта Российской Федерации.

## Описание
«Флаг муниципального района представляет собой прямоугольное полотнище голубого цвета, в центре которого изображение главной фигуры Герба муниципального района — зависшей в полете краснозобой казарки на фоне белого солнечного диска, увенчанного по кругу равноудалёнными друг от друга четырьмя белыми короткими остроконечными лучами, направленными попарно в диаметрально противоположенные стороны. Отношение ширины флага к его длине — 2:3».

## См. также

Флаги муниципальных образований Таймырского (Долгано-Ненецкого) района
Флаг Диксона
Флаг Дудинки
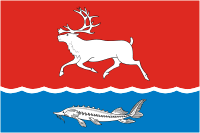
Флаг Караула